# رسم خريطة عالم الإعلام النسائى
رسم خريطة عالم الإعلام النسائي هو عبارة عن قاعدة بيانات على الإنترنت مراكز الإعلام الخاصة بالمرأة ومكتباتها ومحفوظاتها.وقد تم تطوير هذه القاعدة من قبل مركز المعلومات الدولي  ومحفوظات الحركة النسائية في هولندا عام 1988 بالتعاون مع المعهد الملكى للاستوائية ومنظمة اوكسفام وبريطانيا ومنح من اليونسكو.
وحاليًا معهد أتريا يحتوي على تلك القاعدة التي تحتوي 600 مركز إعلامي للمرأة لأكثر من 130 بلد يمكن الوصول إليهم من خلال موقع معهد اتريا  بدلًا من المعهد الملكى وهذا المعهد يهتم بقضايا المساواة بين الجنسين وتاريخ المرأة.

## البحث عن مصادر لمعلومات متعلقة بالمرأة
وضع خريطة لعالم الإعلام النسائي هو أداة للعثور على مصادر المعلومات المتعلقة بالمرأة، وتوافر مراكز المعلومات والتي تتضمن وصفًا للمركز في مجموعاتها وبيانات الاتصال الخاصة بها؛ حتى تكون متاحة أمام الجمهور.
والعديد من المراكز المسجلة في قاعدة البيانات لديها مصادرها الخاصة بها مثل الكتب والصور والدوريات وتكون متاحة لعرضها على موقع المركز أو التصفح بها عبر موقع الإنترنت. وتمد تلك المراكز النساء بالمعلومات التي تؤثر عليهم. وفي السنوات الخمسين الماضية بعد أن تأثرت الحركة النسائية في مختلف العالم أصبحت المنظمات النسائية أكثر ثباتًا ورسوخًا بل وأصبحت تعمل على تطوير أدوات مهنية خاصة بها مثل قاموس المفردات النسائية وهو عبارة عن أداة تم تطويرها بحيث تعمل على فهرسة المعلومات الخاصة بالمرأة.

## وتشمل تلك خدمات المعلومات الآتي
- خدمات المعلومات الدولية والوطنية والمحلية المتعلقة بالمرأة

- مراكز البحوث النسائية الخاصة بالجامعات

- أقسام المعلومات الخاصة بالنوع في المنظمات الحكومية.

- المراكز الخاصة بالموارد والتي يتم فيها جمع المعلومات الخاصة بالنساء.

- فإذا كان تطور الحركة النسائية لا يزال في مراحله المبكرة، كما هو الحال في بعض البلدان الديمقراطية الجديدة أو في البلدان التي تسببت فيها الحروب زعزعة التنمية فإن إصدار مجلة نسائية أو برنامج تليفزيوني أو إذاعي هو بمثابة تنسيق للمعلومات النسائية مما يسهل للجمهور الوصول إليها.

## الجمهور المستهدف
وقاعدة البيانات هي مصدر لأي شخص يبحث عن مواد مطبوعة أو مصورة أو صوتية أو مرئية وكل ما يخص المرأة.
ويمكن العثورعلى تلك المعلومات بأكثر من 50 لغة تشمل مئات الموضوعات من أكثر من 130 بلد. وتلك المعلومات متاحة أيضًا للمستخدمين الجدد من النساء والمنظمات النسائية، وصناع السياسات، ومتخذو القرار وخدمات المعلومات.